# Podpeca
Podpeca este o localitate din comuna Črna na Koroškem, Slovenia, cu o populație de 206 locuitori.